# Músculo tibial anterior
O músculo tibial anterior é um músculo da perna. O tibial anterior é o músculo da perna que se estende lateralmente à borda anterior da tíbia. Seu tendão pode ser observado próximo à articulação do tornozelo quando o pé faz uma dorsoflexão com  inversão. O músculo tibial anterior se origina na superfície lateral da tíbia e se insere no cuneiforme medial e na superfície plantar da base do primeiro metatarso.
O tibial anterior é uma das fontes de dor do 'shin splint' (canelite) que acomete corredores que apresentam alterações biomecânicas durante o movimento.

## Função
O músculo tibial anterior é o músculo mais medial do compartimento anterior da perna. É responsável pela dorsiflexão e inversão do pé. O músculo tem duas origens, sendo uma delas o côndilo tibial lateral e a outra a face lateral superior da tíbia, e se insere na superfície medial da parte cuneiforme medial e adjacente da base do primeiro metatarsal do pé, permitindo que o dedo do pé ser puxado para cima e mantido em posição travada. Também permite que o tornozelo seja invertido, dando o movimento horizontal do tornozelo, o que permite uma certa almofada se o tornozelo for enrolado. É inervado pelo nervo fibular profundo e atua como antagonista e sinergista do tibial posterior. No entanto, o antagonista mais preciso do tibial anterior é o fibular longo. Funciona para estabilizar o tornozelo à medida que o pé atinge o solo durante a fase de contato do andar (contração excêntrica) e age depois para puxar o pé para fora do solo durante a fase de balanço (contração concêntrica). Ele também funciona para "travar" o tornozelo, como em chutar uma bola, quando realizada em uma contração isométrica.
Antagonistas são flexores plantares do compartimento posterior, como sóleo e gastrocnêmio.